# Cebrio parvicollis
Cebrio parvicollis là một loài bọ cánh cứng trong họ Cebrionidae. Loài này được Dieck miêu tả khoa học năm 1870.